# Districts de Hong Kong
- New Territories :
- 1. Islands
- 2. Kwai Tsing
- 3. North
- 4. Sai Kung
- 5. Sha Tin
- 6. Tai Po
- 7. Tsuen Wan
- 8. Tuen Mun
- 9. Yuen Long

- Kowloon :
- 10. Kowloon City
- 11. Kwun Tong
- 12. Sham Shui Po
- 13. Wong Tai Sin
- 14. Yau Tsim Mong
- Hong Kong Island :

Districts de Hong Kong :
1. Islands
2. Kwai Tsing
3. North
4. Sai Kung
5. Sha Tin
6. Tai Po
7. Tsuen Wan
8. Tuen Mun
9. Yuen Long
10. Kowloon City
11. Kwun Tong
12. Sham Shui Po
13. Wong Tai Sin
14. Yau Tsim Mong
15. Central and Western
16. Eastern
17. Southern
18. Wan Chai

Les districts sont une subdivision politique de Hong Kong, en République populaire de Chine, au nombre de 18. Les districts sont établis au début des années 1980, alors que Hong Kong est sous contrôle britannique.

## Historique
Les Britanniques occupent l'île de Hong Kong lors de la première guerre de l'opium, entre 1839 et 1842, occupation confirmée par le traité de Nankin en 1842. En 1860, par la convention de Pékin, les Britanniques contrôlent également Kowloon. Ils louent les Nouveaux Territoires pour 99 ans en 1898.
Dans les années 1860, les résidents hong-kongais parlant les mêmes dialectes sont souvent groupés, et la structure sociale est plus importante que la structure de districts. Le concept de séparation frontalière devient important vers 1870, avec l'accroissement des conflits culturels entre coolies, Chinois et Britanniques. L'une des premières tentatives de contrôler les districts est effectuée en 1888 avec la European District Reservation Ordinance, qui réserve certaines zones exclusivement aux Européens. La première Town Planning Ordinance n'apparaît pas avant 1939,.
L'administration actuelle est implémentée en 1982 avec la mise en place d'un conseil (en) et d'un comité de gestion pour chaque district. Depuis cette date, deux modifications majeures ont lieu :
- le district de Kwai Tsing est séparé du district de Tsuen Wan en 1985 ;
- les districts de Yau Tsim et Mong Kok (en) sont fusionnés en 1994 pour former le district de Yau Tsim Mong.

## Statistiques
Le tableau suivant répertorie les districts de Hong Kong. Les données proviennent du recensement démographique de 2021. Le revenu par tête mensuel médian du revenu par foyer mensuel médian; ces données sont exprimées en dollar de Hong Kong.
| District            | Nom chinois | Région               | Population (2021) | Superficie (km²) | Densité (hab./km²) | Revenu par tête mensuel médian (HKD) | Carte |
| ------------------- | ----------- | -------------------- | ----------------- | ---------------- | ------------------ | ------------------------------------ | ----- |
| Islands             | 離島        | Nouveaux Territoires | 185 282           | 176,98           | 886                | 18 000                               |       |
| Kwai Tsing          | 葵青        | Nouveaux Territoires | 495 798           | 23,34            | 22 307             | 16 000                               |       |
| North               | 北          | Nouveaux Territoires | 309 631           | 136,48           | 2 310              | 16 000                               |       |
| Sai Kung            | 西貢        | Nouveaux Territoires | 489 037           | 129,63           | 3 563              | 20 000                               |       |
| Sha Tin             | 沙田        | Nouveaux Territoires | 692 806           | 68,71            | 9 602              | 18 500                               |       |
| Tai Po              | 大埔        | Nouveaux Territoires | 316 470           | 136,11           | 2 233              | 18 000                               |       |
| Tsuen Wan           | 荃灣        | Nouveaux Territoires | 320 094           | 61,94            | 5 149              | 20 000                               |       |
| Tuen Mun            | 屯門        | Nouveaux Territoires | 506 879           | 83,02            | 5 894              | 17 500                               |       |
| Yuen Long           | 元朗        | Nouveaux Territoires | 668 080           | 138,48           | 4 435              | 17 800                               |       |
| Sham Shui Po        | 深水埗      | Kowloon              | 431 090           | 9,36             | 43 381             | 16 000                               |       |
| Kowloon City        | 九龍城      | Kowloon              | 410 634           | 10,02            | 41 802             | 18 000                               |       |
| Kwun Tong           | 觀塘        | Kowloon              | 673 166           | 11,27            | 57 530             | 16 000                               |       |
| Wong Tai Sin        | 黃大仙      | Kowloon              | 406 802           | 9,30             | 45 711             | 16 000                               |       |
| Yau Tsim Mong       | 油尖旺      | Kowloon              | 310 647           | 6,99             | 49 046             | 18 000                               |       |
| Central and Western | 中西        | Île de Hong Kong     | 235 953           | 12,55            | 19 391             | 21 250                               |       |
| Eastern             | 東          | Île de Hong Kong     | 529 603           | 17,98            | 30 861             | 19 000                               |       |
| Southern            | 南          | Île de Hong Kong     | 263 278           | 38,84            | 7 080              | 17 000                               |       |
| Wan Chai            | 灣仔        | Île de Hong Kong     | 166 695           | 10,51            | 17 137             | 21 000                               |       |

|                    | Population (2021) | Superficie (km²) | Densité (hab./km²) | Revenu par tête mensuel médian (HKD) | Carte |
| ------------------ | ----------------- | ---------------- | ------------------ | ------------------------------------ | ----- |
| Eaux territoriales | 1 125             |                  |                    |                                      |       |
| Terrestre          | 7 411 945         | 1 082,39         | 6 777              | 18 000                               |       |
| Total : Hong Kong  | 7 413 070         |                  |                    | 18 000                               |       |

| Région               | Nom chinois | Population (2021) | Superficie (km²) | Densité (hab./km²) | Revenu par tête mensuel médian (HKD) | Carte |
| -------------------- | ----------- | ----------------- | ---------------- | ------------------ | ------------------------------------ | ----- |
| Nouveaux Territoires | 新界        | 3 984 077         | 955,62           | 4 019              | 18 000                               |       |
| Kowloon              | 九龍        | 2 232 339         | 46,94            | 47 748             | 16 500                               |       |
| Île de Hong Kong     | 香港島      | 1 195 529         | 79,88            | 15 691             | 19 800                               |       |